# WTA de Queen's
O WTA de Queen's – ou HSBC Championships, atualmente – é um torneio de tênis profissional feminino, de nível ATP 500.
Realizado em Londres, na capital do Reino Unido, estreou em 1890, parou por causa das duas grandes guerras, seguiu até 1973 e voltou em 2025. Os jogos são disputados em quadras de grama durante o mês de junho.

## Histórico
A última edição do século XX ocorreu durante a semana de criação da Associação de Tênis Feminino e uma antes da disputa do Torneio de Wimbledon de 1973. Tecnicamente, ela não podia ainda ser chamada de WTA de Queen's. Durante os primeiros anos da Era Aberta, pré-WTA, fez parte dos circuitos Commercial Union Grand Prix (1973) e ILTF Pepsi-Cola Grand Prix (1971–1970).
O retorno se deu após cinquenta e dois anos. Para tal, foi necessária uma reconfiguração considerável na temporada de grama britânica, com a extinção ou rebaixamento (de categoria ou circuito) de eventos tradicionais, como Birmingham e Surbiton.
Os desafios foram grandes, como a necessidade de renovação do contrato de transmissão com a BBC, para que a cobertura não ficasse prejudicada. Além do mais, os ingressos no Queen's são muito mais caros, e circuito feminino não tem tido tanto sucesso quanto o masculino. A premiação marcou outro ponto polêmico: embora aconteça no mesmo local – e não é um torneio combinado – o masculino possui premiação três vezes maior.

## Finais

### Simples
| Ano                                                                     | Campeã                                       | Vice-campeã                                  | Resultado       |
| ----------------------------------------------------------------------- | -------------------------------------------- | -------------------------------------------- | --------------- |
| 2025                                                                    | Tatjana Maria                                | Amanda Anisimova                             | 6–3, 6–4        |
| Torneio não realizado entre 2024 e 1974                                 |                                              |                                              |                 |
| 1973                                                                    | Olga Morozova                                | Evonne Goolagong                             | 6–2, 6–3        |
| 1972                                                                    | Chris Evert                                  | Karen Krantzcke                              | 6–4, 6–0        |
| 1971                                                                    | Margaret Court                               | Billie Jean King                             | 6–3, 3–6, 6–3   |
| 1970                                                                    | Margaret Court                               | Winnie Shaw                                  | 2–6, 8–6, 6–2   |
| 1969                                                                    | Ann Jones                                    | Winnie Shaw                                  | 6–0, 6–1        |
| 1968                                                                    | Ann Haydon-Jones vs. Nancy Richey            | Ann Haydon-Jones vs. Nancy Richey            | título dividido |
| 1967                                                                    | Nancy Richey                                 | Kerry Melville                               | 2–6, 6–2, 6–4   |
| 1966                                                                    | Françoise Dürr                               | Judy Tegart                                  | 4–6, 6–3, 7–5   |
| 1965                                                                    | Annette Van Zyl                              | Christine Truman                             | 6–3, 4–6, 6–4   |
| 1964                                                                    | Margaret Smith                               | Ann Haydon-Jones                             | 6–3, 6–2        |
| 1963                                                                    | Robyn Ebbern                                 | Rita Bentley                                 | 6–3, 6–3        |
| 1962                                                                    | Rita Bentley                                 | Lorna Cornell                                | 7–5, 7–5        |
| 1961                                                                    | Margaret Smith                               | Nancy Richey                                 | 6–0, 4–6, 6–2   |
| 1960                                                                    | Christine Truman                             | Karen Hantze                                 | 6–4, 6–3        |
| 1959                                                                    | Yola Ramírez                                 | Christiane Mercelis                          | 2–6, 6–1, 6–3   |
| 1958                                                                    | Bernice Carr                                 | Margaret Varner                              | 6–4, 5–7, 8–6   |
| 1957                                                                    | Mimi Arnold                                  | Zsuzsa Körmöczy                              | 6–1, 5–7, 6–3   |
| 1956                                                                    | Angela Buxton                                | Patricia Ward                                | 6–4, 6–0        |
| 1955                                                                    | Louise Brough                                | Jean Forbes                                  | 6–3, 6–1        |
| 1954                                                                    | Louise Brough                                | Shirley Fry                                  | 6–1, 6–4        |
| 1953                                                                    | Jean Rinkel-Quertier                         | Heather Brewer                               | 6–1, 4–6, 6–2   |
| 1952                                                                    | Hazel Redick-Smith                           | Elizabeth Wilford                            | 7–5, 6–1        |
| 1951                                                                    | Shirley Fry                                  | Nancy Chaffee                                | 6–3, 8–6        |
| 1950                                                                    | Doris Hart                                   | Margaret Osborne duPont                      | 4–6, 6–4, 6–4   |
| 1949                                                                    | Louise Brough                                | Margaret Osborne duPont                      | 3–6, 6–1, 6–3   |
| 1948                                                                    | Doris Hart vs. Margaret Osborne duPont       | Doris Hart vs. Margaret Osborne duPont       | título dividido |
| 1947                                                                    | Doris Hart                                   | Margaret Osborne                             | 6–4, 6–0        |
| 1946                                                                    | Doris Hart                                   | Margaret Osborne                             | 6–8, 6–3, 6–3   |
| Torneio não realizado entre 1945 e 1940 devido à Segunda Gerra Mundial  |                                              |                                              |                 |
| 1939                                                                    | Jadwiga Jędrzejowska                         | Hilde Krahwinkel Sperling                    | 6–1, 6–4        |
| 1938                                                                    | Jadwiga Jędrzejowska                         | Hilde Krahwinkel Sperling                    | 6–3, 6–0        |
| 1937                                                                    | Jadwiga Jędrzejowska                         | Kay Stammers                                 | 6–3, 6–0        |
| 1936                                                                    | Jadwiga Jędrzejowska                         | Susan Noel                                   | 6–2, 6–4        |
| 1935                                                                    | Anita Lizana vs. Sylvie Jung Henrotin        | Anita Lizana vs. Sylvie Jung Henrotin        | título dividido |
| 1934                                                                    | Jacqueline Goldschmidt                       | Dorothy Andrus                               | 5–7, 6–2, 6–0   |
| 1933                                                                    | Elsie Goldsack Pittman vs. Helen Wills Moody | Elsie Goldsack Pittman vs. Helen Wills Moody | título dividido |
| 1932                                                                    | Dorothy Andrus                               | Jadwiga Jędrzejowska                         | 1–6, 7–5, 6–4   |
| 1931                                                                    | Elsie Goldsack Pittman                       | Kitty McKane Godfree                         | 9–7, 6–4        |
| 1930                                                                    | Madge List                                   | Margaret McKane Stocks                       | 6–1, 6–3        |
| 1929                                                                    | Elizabeth Ryan                               | Elsie Goldsack                               | 6–2, 2–6, 6–2   |
| 1928                                                                    | Joan Ridley                                  | Hélène Contostavlos                          | 4–6, 6–1, 6–0   |
| 1927                                                                    | Dorothy Kemmis-Betty                         | Enid Head Broadbridge                        | 6–0, 6–1        |
| 1926                                                                    | Dorothy Kemmis-Betty                         | Eileen Bennett                               | 7–5, 6–2        |
| 1925                                                                    | Elizabeth Ryan                               | Ermyntrude Harvey                            | 6–0, 6–1        |
| 1924                                                                    | Elizabeth Ryan                               | Doris Covell Craddock                        |                 |
| 1923                                                                    | Elizabeth Ryan                               | Geraldine Beamish                            | 6–2, 1–6, 6–2   |
| 1922                                                                    | Mabel Clayton                                | W. Keays                                     |                 |
| 1921                                                                    | Mabel Clayton                                | Dorothy Holman                               |                 |
| 1920                                                                    | Dorothy Holman                               | Ethel Larcombe                               | w.o.            |
| 1919                                                                    | Ethel Larcombe                               | Dorothy Holman                               | 6–4, 8–6        |
| Torneio não realizado entre 1918 e 1915 devido à Primeira Gerra Mundial |                                              |                                              |                 |
| 1914                                                                    | Ethel Larcombe                               | Beryl Tulloch                                |                 |
| 1913                                                                    | Ethel Larcombe                               | Aurea Edgington                              |                 |
| 1912                                                                    | Ethel Larcombe                               | Dorothy Holman                               | 6–1, 6–0        |
| 1911                                                                    | Mildred Coles                                | Agnes Morton                                 |                 |
| 1910                                                                    | Gladys Lamplough                             | Edith Johnson                                |                 |
| 1909                                                                    | Aurea Edgington                              | Madeline Fisher O'Neill                      |                 |
| 1908                                                                    | Violet Pinckney                              | Dorothea Lambert Chambers                    | 6–3, 6–2        |
| 1907                                                                    | Violet Pinckney                              | Dorothea Lambert Chambers                    | 2–6, 6–3, 6–4   |
| 1906                                                                    | Ethel Thomson                                | Mildred Coles                                |                 |
| 1905                                                                    | Ethel Thomson                                | Edith Greville                               |                 |
| 1904                                                                    | Agnes Morton                                 | Ellen Stawell-Brown                          |                 |
| 1903                                                                    | Agnes Morton                                 | Edith Greville                               |                 |
| 1902                                                                    | Charlotte Cooper Sterry                      | Ruth Durlacher                               |                 |
| 1901                                                                    | Edith Austin                                 | Ethel Thomson                                | 6–1, 6–1        |
| 1900                                                                    | Charlotte Cooper                             | Edith Greville                               |                 |
| 1899                                                                    | Edith Austin                                 | Charlotte Cooper                             |                 |
| 1898                                                                    | Charlotte Cooper                             | Edith Austin                                 | 6–4, 3–6, 8–6   |
| 1897                                                                    | Charlotte Cooper                             | Edith Austin                                 | 2–6, 6–2, 6–2   |
| 1896                                                                    | Charlotte Cooper                             | Agatha Templeman                             |                 |
| 1895                                                                    | Maud Shackle                                 | Edith Austin                                 | 6–2, 7–5        |
| 1894                                                                    | Edith Austin                                 | Charlotte Cooper                             | 8–6, 11–9       |
| 1893                                                                    | Maud Shackle                                 | Edith Austin                                 | 6–2, 6–1        |
| 1892                                                                    | Maud Shackle                                 | Edith Austin                                 | 6–2, 6–3        |
| 1891                                                                    | Maud Shackle                                 | May Jacks                                    | 6–2, 4–6, 6–3   |
| 1890                                                                    | May Jacks                                    | Maud Shackle                                 | 6–2, 6–1        |

### Duplas
| Ano                                     | Campeãs                          | Vice-campeãs                       | Resultado         |
| --------------------------------------- | -------------------------------- | ---------------------------------- | ----------------- |
| 2025                                    | Asia Muhammad Demi Schuurs       | Anna Danilina Diana Shnaider       | 7–5, 63–7, [10–4] |
| Torneio não realizado entre 2024 e 1974 |                                  |                                    |                   |
| 1973                                    | Rosemary Casals Billie Jean King | Françoise Dürr Betty Stöve         | 4–6, 6–3, 7–5     |
| 1972                                    | Rosemary Casals Billie Jean King | Brenda Kirk Pat Walkden            | 5–7, 7–0, 6–2     |
| 1971                                    | Rosemary Casals Billie Jean King | Mary-Ann Curtis Valerie Ziegenfuss | 6–2, 8–6          |
| 1970                                    | Rosemary Casals Billie Jean King | Karen Krantzcke Kerry Melville     | 6–4, 6–3          |
| 1969                                    | Rosemary Casals Billie Jean King | Françoise Dürr Ann Jones           | 8–6, 6–4          |